# Andromedes
Andromedes es un género de foraminífero bentónico considerado un sinónimo posterior de Elphidium de la subfamilia Elphidiinae, de la familia Elphidiidae, de la superfamilia Rotalioidea, del suborden Rotaliina y del orden Rotaliida. Su especie tipo era Nautilus strigillatus var. α. Su rango cronoestratigráfico abarcaba el Holoceno.

## Clasificación
Andromedes incluía a la siguiente especie:
- Andromedes strigillatus var. α